# 张部昌
张部昌（1965年10月15日—），中国微生物学会理事，中国遗传学会理事，安徽大学教授。

## 生平
1987年毕业于安徽师范大学生物系，1990年于安徽大学获硕士学位，同年留校任教。2002年于中国人民解放军军事医学科学院获博士学位。随后在军事医学科学院/华北制药集团做博士后研究。曾任安徽大学生命科学学院副院长、院长，安徽大学健康科学研究院副院长，安徽大学物质科学与信息技术研究院健康科学与技术研究所常务副所长。

## 学术贡献
主要从事微生物分子生物学、人源化抗体药物、食用油脂产品研究与开发领域研究。主持国家973计划项目子课题、国家863项目子课题、国家自然科学基金项目等科研项目多项，发表学术论文100多篇。

## 社会兼职
中国微生物学会理事，中国遗传学会理事，中国生物工程学会医药生物技术专业委员会常务理事、副秘书长，安徽省微生物学会副理事长，安徽省遗传学会副理事长，安徽省生物工程学会副理事长，安徽省医药生物技术协会副理事长，安徽省农产品加工技术协会副会长，安徽省食用菌技术协会监事长。